# Stellaria holostea
La estrellada  (Stellaria holostea) es una planta herbácea de la familia de las  cariofiláceas.

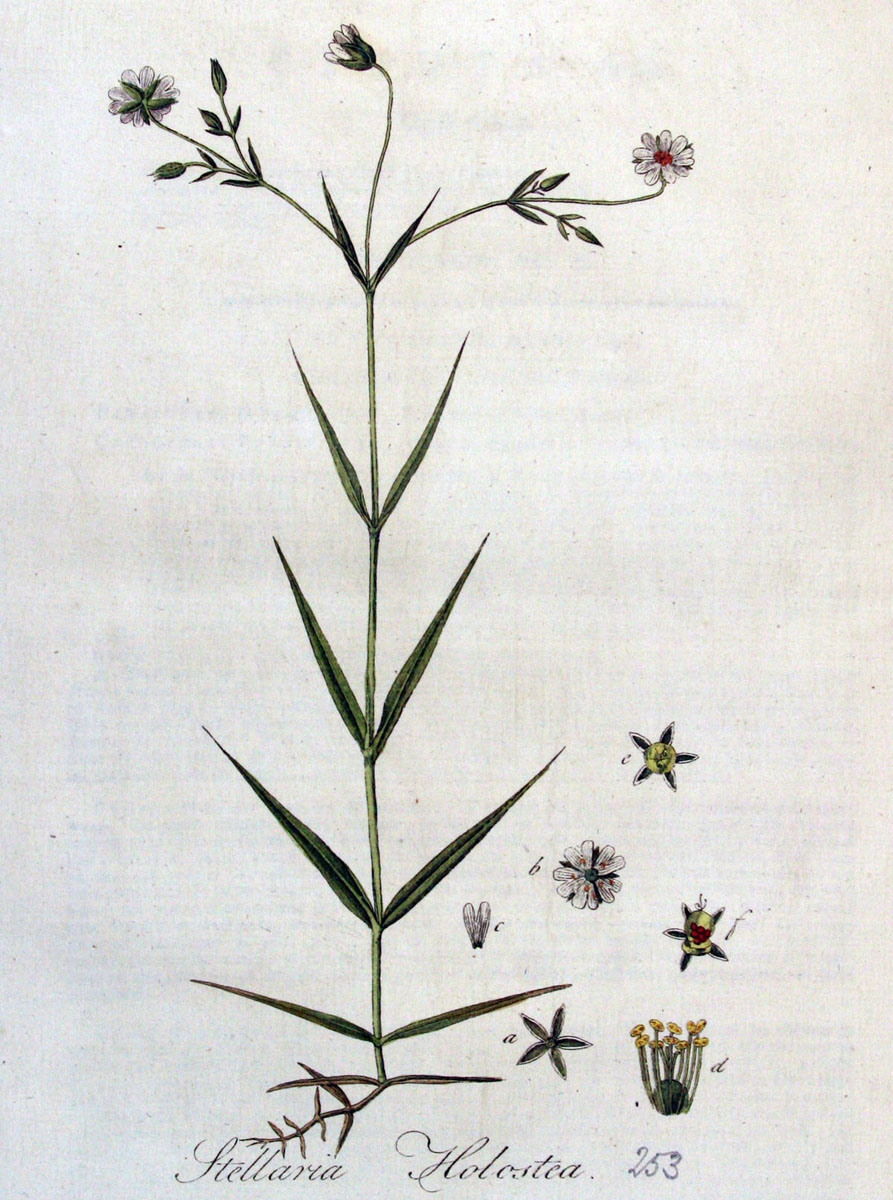
Ilustración

## Descripción
Planta perenne, de hasta 60 cm, con tallos débiles, afiladamente tetrangulares, y hojas de 3-8 cm, lanceoladas puntiagudas y apecioladas. Flores blancas, de 1,5-3 cm de diámetro, con pétalos pronunciadamente lobulados y el doble de largo que sus sépalos, pedicelos pelosos. Cápsula globular.

## Hábitat
Setos, zonas húmedas en lugares umbríos

## Distribución
Toda Europa, excepto Islandia y Albania.

## Taxonomía
Stellaria holostea fue descrito por Carlos Linneo y publicado en Species Plantarum 1: 421. 1753.
Citología
Número de cromosomas de Stellaria holostea (Fam. Caryophyllaceae) y táxones infraespecíficos:  2n=26
Etimología
Stellaria: nombre genérico que deriva del stella para la "estrella", debido a la forma de estrella de las flores o alguna otra característica.
holostea: epíteto
Sinonimia
- Stellaria ciliata Gilib. ex Bubani, Fl. Pyr. 3: 29 (1901), nom. illeg.
- Stellaria connata Dulac, Fl. Hautes-Pyr. 250 (1867), nom. illeg.
- Alsine holostea (L.) Britton in Mem. Torrey Bot. Club 5: 150 (1894)
- Cerastium holosteum (L.) Crantz, Inst. Rei Herb. 2: 401 (1766)[5]
- Alsine scabra Stokes[6]

## Nombre común
- Castellano: candiles, estrella, estrellada, hierba cruz, lengua de pájaro.[7]